# Гузерипль
Гузерипль (рос. Гузерипль; адиг. Гъозэрыплъ) — селище Майкопського району Адигеї Росії. Входить до складу Даховського сільського поселення.
Населення —  109 осіб (2015 рік). 